# Tetricus I
Gaius Pius Esuvius Tetricus, bekend als Tetricus I, was een keizer over het Gallische keizerrijk, een opstandig deel van het Romeinse keizerrijk, van lente 271 tot de herfst van 274 en was (samen met zijn zoon Tetricus II) de laatste die regeerde over het separatistische Gallische keizerrijk.

## Gallisch keizer
Tetricus was een senator die in een adellijke familie van Gallische afkomst werd geboren. Hij werd in 270 tot de bestuurlijke positie van praeses provinciae (provinciale gouverneur) van Gallia Aquitania benoemd. een functie die hij op het tijdstip van de moord op Victorinus (begin 271) nog steeds bekleedde.
Vanuit de hoofdstad Colonia Claudia Ara Agrippinensium slaagde Victorinus' moeder, Victoria er in om de politieke situatie na de dood van haar zoon in haar greep te krijgen. Door haar invloed als moeder van de dode keizer (en een grote hoeveelheid geld) wist zij het Gallisch keizerlijke leger in het voorjaar van 271 ervan te overtuigen om de afwezige Tetricus tot keizer uit te roepen. Tetricus stemde in Burdigala in met de nominatie door het leger en nam het keizersschap van het Gallische keizerrijk op zich.
Op weg van Burdigala naar het noorden van Gallië werd Tetricus gedwongen om Germaanse stammen, die van de verwarring na de dood van Victorinus gebruik hadden gemaakt om Gallië binnen te vallen, terug te drijven. Tegen het einde van 271 had Tetricus Augusta Treverorum, dicht bij de vitale Rijngrens tot zijn hoofdstad gemaakt.. Naar aanleiding van zijn succes tegen de Germanen had hij een Victoria Germanica gevierd. In 272 werd hij gedwongen om af te rekenen met een nieuwe inval. De binnenvallende Germaanse raiders wisten deze keer de rivier de Loire te bereiken. Verdere invasies van over de Rijn en langs de kusten dwongen Tetricus om de grensforten op te geven en troepen naar het binnenland van Gallië terug te trekken.
Los van zijn problemen met Germaanse invasies, werd Tetricus in Britannia en het overgrote deel van Gallië als keizer erkend. De enige uitzondering was Gallia Narbonensis, waar Placidianus onder keizer Claudius II Gothicus een flink stuk grondgrondgebied voor het Romeinse Rijk had teruggewonnen. Hoewel Tetricus geen aanstalten maakte om zijn territoriale aanspraken uit te breiden, deed hij zijn best en investeerde tijd en middelen om delen van sommige provincies die door het Romeinse rijk waren terugveroverd, zoals Zuidoost Aquitanië en de westelijke delen van Gallia Narbonensis voor het Gallische keizerrijk terug te winnen. Zijn regime werd gedestabiliseerd door pogingen van bepaalde gebieden om hun loyaliteit aan de Romeinse keizer Aurelianus te verklaren, zoals in 272 de stad Argentoratum (het huidige Straatsburg).
Tetricus was 3 maal consul, voor het laatst vanaf 1 januari 274, toen samen met zijn zoon, die hij in 273 tot Caesar had benoemd.
Tetricus was net als zijn voorgangers niet erg expansionistisch, en breidde zijn rijk niet uit, behalve dan de herovering van Aquitanië, dat ooit door Claudius II Gothicus was overgenomen.
Na zijn tweede consulaat op 1 januari 273 benoemde Tetricus ergens in 273 zijn zoon, Tetricus II, tot Caesar om zijn regime van interne steun te voorzien. Dit deed echter weinig voor zijn wankelende regime. Eind 273 en begin 274 begon Faustinus, provinciegouverneur van Gallia Belgica, vanuit Augusta Treverorum een opstand tegen hem. De toestand werd nog lastiger toen keizer Aurelianus zich na zijn overwinningen in het oosten in de zomer van 273 opmaakte om de westelijke provincies voor het Romeinse Rijk terug te veroveren.
Tetricus en zijn zoon vierden hun gezamenlijke consulaat op 1 januari 274. Daarna marcheerden zij met het Gallische keizerlijke regel vanuit de hoofdstad Augusta Treverorum zuidwaarts om Aurelianus, die optrok naar Noord-Gallië te ontmoeten. De beslissende slag vond eind februari 274, in de buurt van Catalaunum plaats. Daar werd het Gallisch keizerlijke leger vernietigend verslagen, een gebeurtenis die werd herinnerd als de Catalaunische catastrofe. Zowel Tetricus I als zijn zoon gaven zich over aan keizer Aurelianus. Later keizerlijke propaganda verklaarde dat Tetricus in ruil voor hun beider leven al eerder had afgesproken om zich aan Aurelianus over te geven, maar de prijs hiervoor was het verraad van zijn leger nog vóór de strijd has plaatsgevonden. Het Gallische leger zou de strijd zelfs na da kennisgeving van Tetricus' verraad nog hebben voortgezet. Men zegt dat Tetricus in zijn brief aan Aurelianus Vergilius citeerde: "eripe me his, invicte, malis" ("red mij onverslagen uit deze problemen")

## Einde van Gallische keizerrijk
In 274 maakte keizer Aurelianus een einde aan het opstandige rijk: in de slag bij Catalaunum werd in de herfst van 274 het Gallisch keizerlijke leger verslagen. Tetricus en zijn zoon gaven zich over en het rijk hield op te bestaan. Beiden werden meegevoerd in Aurelianus' triomftocht, maar werden gespaard en stierven pas veel later in relatieve rust. Tetricus werd later nog gouverneur van Lucania en stierf op hoge leeftijd; zijn zoon werd een gevierd senator.
Er wordt wel gezegd dat Tetricus een overeenkomst met Aurelianus had gesloten dat hij zich zou overgeven en dan in ruil verder met rust gelaten zou worden. Echt hard bewijs ontbreekt echter.